# Бамілеке
Бамілеке (англ. Bamileke)— народ в Камеруні, населення якого наявне у західному, південно-західному і прибережному регіонах країни.

## Територія проживання, спорідненість і чисельність
Народ Бамілеке проживає у верхів'ї річки Нун. Населення становить близько 2,3 млн людей. Об'єднує бабаджу, бафанг, чанг, бафусам, бангате та ін. 

## Раса, мова і релігія
Бамілеке мають негроїдну расу. У спілкуванні вживають мову бамілеке підгрупи бенуе-конго нігеро-конголезької групи конго-кордофанської сім'ї. Окрім того, наявні діалекти джанг, банганте, банджун, бафусам, бафанг, фефе. Бамілеке є віруючим народом, серед них є мусульмани-суніти.

## Господарство
Займаються тропічним землеробством (вирощують каву, банани, кукурудзу, ямс та ін.). Займаються скотарством, однак не доять його. Цей народ працює у м. Дуала на різних підприємствах. Бамілеке займається різьбленням по дереву, виробляють килими, маски.

## Соціальні відносини
Соціальна організація складається з общини, якою керує старійшина. Шлюб є патрилокальним. За планом житло у них квадратне, каркасне. Будується з бамбука. Дах складається з соломи, а також листя та гілок. Для прикраси дверей застосовується різьблення.